# Kościół Matki Boskiej Częstochowskiej w Wąwelnicy
Kościół Matki Boskiej Częstochowskiej – rzymskokatolicki kościół filialny, znajdujący się w Wąwelnicy w gminie Dobra (Szczecińska), w powiecie polickim (województwo zachodniopomorskie). Obiekt wpisany jest do rejestru zabytków.
Kościół w Wąwelnicy istniał już w XIII wieku, w 1286 roku bowiem biskup kamieński Hermann von Gleichen przekazał patronat nad nim kolegiacie Mariackiej w Szczecinie. Wygląd tamtego kościoła nie jest jednak znany, a obecną, istniejącą dzisiaj świątynię wzniesiono na przełomie XV i XVI wieku. Murowana z granitowych otoczaków świątynia ma formę prostokątnej budowli salowej, bez wyodrębnionego prezbiterium. W ścianie południowej znajduje się ceglany portal. W 1777 roku otynkowano elewacje i powiększono okna, zamieniając je na odcinkowe. Na dachu ponad fasadą zachodnią dobudowano wówczas także wieżyczkę w konstrukcji ryglowej, zwieńczoną latarnią. W elewacji wschodniej zachowała się dawna nisza jałmużnicza. Wnętrze kościoła nakryte jest drewnianym stropem belkowym. Przed 1945 rokiem kościół był filią parafii w Dołujach.
Podczas II wojny światowej kościół został uszkodzony i po 1945 roku pozostawał w ruinie. W 1992 roku obiekt odbudowano, przywracając mu funkcję sakralną. Podczas odbudowy otynkowano elewacje, a dach nakryto blachą. Kościół został konsekrowany 3 maja 1992 roku przez biskupa Jana Gałeckiego.
Z dawnego wyposażenia kościoła zachowała się XVIII-wieczna ambona ozdobiona malowanymi wizerunkami ewangelistów i z podporą w formie spiralnie skręconej kolumienki, a także klasycystyczny ołtarz. Przed 1945 rokiem w ołtarzu znajdowała się kopia obrazu w stylu Correggia ze sceną pokłonu pasterzy, obecnie umieszczona jest w nim kopia obrazu Matki Boskiej Częstochowskiej. Na wieżyczce kościoła zawieszony jest dzwon odlany w 1660 roku w zakładzie ludwisarskim w Szczecinie.